# Chadwickite
La chadwickite è un minerale.

## Etimologia
Il nome è in onore di sir James Chadwick (1891-1974) fisico inglese, Premio Nobel per la fisica nel 1935